# Église jésuite de Lierre
L’église jésuite est un ancien édifice religieux de la ville de Lierre en Belgique. Construite entre 1749 et 1752 l’église - de style baroque tardif - était accolée à la maison de retraites spirituelles des pères jésuites.  Désacralisé en 1972 le bâtiment accueille aujourd’hui des concerts et d’autres événements culturels. Le monument est classé.

## Éléments d’histoire
Les Jésuites arrivent à Lierre en 1615 et s’installent non loin de l’église Saint-Gommaire, à la Berlaarsestraat. C’est plus d’un siècle plus tard, entre 1749 et 1752 qu’ils construisent l‘église dédiée à saint Joseph, sur la base des plans du frère jésuite Albert van der Plancke (Albert de Planche ?), originaire d’Ename. C’est la dernière église construite par les Jésuites dans les Pays-Bas méridionaux avant la suppression de la Compagnie de Jésus (1773).  Le bâtiment est une église baroque longitudinale en croix latine à nef unique, construite de briques et pierres naturelles. De part et d’autre de l‘église se trouvaient les bâtiments de la résidence des pères jésuites (les N°10 et 14).
Peu  après la suppression de l’Ordre jésuite (1773), église et résidence sont vendues, une première fois en 1781, puis de nouveau en 1796 pendant la période révolutionnaire, et les bâtiments sont utilisés comme usine. En 1841 les Jésuites sont de retour à Lierre et récupèrent leur église. En 1906, un maître-autel, œuvre du sculpteur Napoleon Daems (nl) (1852-1939), de Turnhout, est placé dans le sanctuaire. Six nouveaux vitraux sont également installés. 
Mais la Première Guerre mondiale fut néfaste : le 29 décembre 1914, un obus tomba dans le jardin de la résidence des pères, détruisant toutes les fenêtres du bâtiment. L’autel fut également détruit par le feu. Reconstruite en 1924, l’église fut épargnée durant la Seconde Guerre mondiale.
Jusqu’en 1972, l’église avec la résidence, le centre spirituel et le jardin formaient un tout. En 1972, le centre spirituel avec son jardin clos furent vendus à la ville de Lierre et sont devenus l’Académie municipale de danse et de musique. En 1986, l’église et la résidence sont également vendues et passent dans le domaine privé. L’église est en état d’abandon. Après des années de déclin, des fonds sont enfin recueillis pour sa restauration : une nouvelle organisation sans but lucratif s’en occupe. En 2008, la restauration des façades, des fenêtres et du toit est achevée.

## Description
En forme de croix latine au sol et de style baroque tardif, l’église est construite en briques avec traitement de pierre naturelle (grès et pierre bleue). La nef à quatre travées se prolonge en un transept (une travée) et profond sanctuaire avec chevet à trois cotés.  
- La façade, en grande partie en grès, est soutenue par des pilastres sur un haut socle en pierre bleue. Dans la partie centrale la porte d’entrée est surmontée d’une niche de pierre bleue avec la statue de saint Joseph et enfant Jésus. Au-dessus : une large et haute baie vitrée en plein cintre qui autrefois contenait sans doute un vitrail.

- Les pilastres portent une corniche cassée avec ouverture centrale en arc rond dans un cadre partiellement quadrillé avec volutes sur les flancs. L‘église n’a pas de clocher.

- L’intérieur est plâtré. Le plafond est vouté à nervures croisées et d'arcs de ceinture annelés et marbrés et soutenu par des pilastres en composite. Les surfaces de voûtes sont ornées d'étoiles. Les fenêtres sont cintrées.

- Le mobilier : les confessionnaux conçus par J. De Belder sont de style rococo.  Le maître-autel en marbre baroque avec peinture du Christ avec des douze apôtres. L’autel latéral gauche dédié à la Vierge-Marie est œuvre de  C. Van Everbroeck.